# Гайасута
Гайасута (англ. Guyasuta; 1725 — 1794) — вождь племени минго, играл важную роль в дипломатии и военных действиях XVIII века на северо-востоке Северной Америки. Родился в поселении сенека, его отец был сахемом этого племени, после чего его семья переехала на запад и присоединилась к минго. Прожив большую часть жизни среди племени минго и став одним из его лидеров, он в конце своей жизни вернулся к сенека и поселился в общине Сажателя Кукурузы на севере Пенсильвании.  

## Биография
Гайасута родился в 1725 году на территории современного американского штата Нью-Йорк. Вскоре его семья переехала на запад и присоединилась к племени минго, значительную часть которого составляли мигранты-сенека, которые стали переселяться в долину реки Огайо и на север Пенсильвании с целью избежать подчинения британцам и французам. В 1753 году Гайасута познакомился с Джорджем Вашингтоном — лидер минго сопровождал будущего президента США во французский форт Ле-Бёф. Через два года он принял участие в разгроме экспедиции Брэддока в битве при Мононгахеле, где минго сражались на стороне французов.
В апреле 1761 года главнокомандующий британскими войсками в Северной Америке Джеффри Амхерст предоставил в пользование капитану Уолтеру Резерфорду 10 000 акров возле реки Ниагары, чтобы обеспечить транспортировку грузов в обход водопада. Сенека, входившие в конфедерацию ирокезов, остались очень недовольны таким решением, поскольку ранее работали на переноске грузов для французов и считали эту территорию своей. К ним присоединились минго, с которыми многие сенека были связаны семейными узами. Сенека и минго стали отправлять посланцев с изукрашенными вампумом поясами ко многим племенам, призывая их образовать союз и изгнать британцев. Лидерами недовольных индейцев являлись Гайасута и вождь сенека Тахайдорис. Они разработали план, состоящий из нескольких частей, согласно которому индейские племена должны были изгнать британцев со своей земли. В 1763 году началось восстание Понтиака и Гайасута стал одним из его лидеров, ранние историки называли этот вооружённый конфликт «Война Кайасуты и Понтиака». После завершения восстания вождь участвовал в переговорах с британцами и подписал мирное соглашение. В последующие годы Гайасута постоянно служил посредником между британскими властями и индейскими племенами в долине Огайо. Суперинтендант индейского департамента Уильям Джонсон считал его «Вождём с большими способностями и огромным влиянием».
В начале войны за независимость США американские повстанцы попытались привлечь Гайасуту на свою сторону, но, как и большинство воинов конфедерации ирокезов, он выбрал британцев и принял участие в сражении при Орискани. После войны Гайасута вернулся к сенека и работал над установлением мирных отношений с Соединёнными Штатами. Он умер в своём доме на севере Пенсильвании в 1794 году и был похоронен неподалёку со своими личными вещами.